# Galya Novents
Galya Novents  (arménien : Գալյա Նովենց) née le 1er juillet 1937 à Erevan et morte le 22 juillet 2012 est une actrice de cinéma et de scène soviétique arménienne.

## Biographie
En 1958, elle est diplômée de l'Institut des Beaux-Arts et du Théâtre d'Erevan.
Le Festival International du Film de Venise de 1985 lui a décerné une mention spéciale pour le prix de la Meilleure Actrice, qui ne lui a pas été attribué.

## Filmographie
- 2001 : Khent hreshtak
- 1992 : Klamek ji bo Beko (sous le nom Galina Novenz)
- 1992 : Where Have You Been, Man of God?
- 1991 : Blood
- 1990 : Yearning
- 1989 : Breath
- 1988 : Tchanaparh depi Sasuntsi Davit
- 1985 : Apple Garden
- 1985 : White Dreams
- 1985 : The Tango of Our Childhood
- 1983 : Cry of a Peacock
- 1982 : Gikor
- 1982 : The Song of the Old Days
- 1980 : Ktor me yerkinq
- 1977 : Life Triumphs
- 1975 : Here, on This Crossroads
- 1974 : Sour Grape
- 1971 : Heghnar aghbyur
- 1969 : We and Our Mountains
- 1966 : Barev, yes em